# THC (album)
T.H.C. to tytuł 7" wydanej przez anarchopunkowy zespół Oi Polloi ze Szkocji. Materiał został wydany przez Compary Records w 1998 roku.

## Utwory
1. T.H.C.
2. Sex With Strangers
3. Simon Weston
4. Meine Augen